# Solomon Burke
Solomon Burke (ur. 21 marca 1940 w Filadelfii, zm. 10 października 2010 w porcie lotniczym Amsterdam-Schiphol) – amerykański piosenkarz rockowy, związany z gatunkiem soul. Jako jeden z najwybitniejszych przedstawicieli tego gatunku zasłużył sobie na tytuł King of Rock and Soul. Także ze względu na olbrzymi wpływ, jaki na jego muzykę wywarł gospel oraz często religijne treści jego piosenek, nadano mu inny tytuł The Bishop of Soul – biskupa muzyki soul. Największymi przebojami Burke’a były: Everybody Needs Somebody To Love, Cry to Me, Just Out of Reach (Of My Two Open Arms), Got to Get You Off of My Mind, You’re Good for Me, Tonight’s the Night, If You Need Me, You Can Run (But You Can’t Hide) i wiele innych.
W 2001 Solomon Burke został wprowadzony do Rock and Roll Hall of Fame.
10 października 2010 zmarł na lotnisku Schiphol pod Amsterdamem.

## Dyskografia
- 1962 Solomon Burke Kenwood
- 1964 Rock ‘n’ Soul Atlantic
- 1965 The Rest of Solomon Burke Atlantic
- 1968 I Wish I Knew Atlantic
- 1968 King Solomon Sequel
- 1969 Proud Mary
- 1972 King Heavy
- 1972 Electronic Magnetism
- 1974 I Have a Dream
- 1975 Back to My Roots
- 1975 Music to Make Love By
- 1979 Sidewalks, Fences & Walls
- 1979 Lord We Need a Miracle
- 1979 Get up and Do Something
- 1981 King of Rock ‘n’ Soul
- 1983 Take Me, Shake Me [live]
- 1985 Soul Alive!
- 1986 A Change Is Gonna Come
- 1990 Into My Life You Came
- 1990 This Is His
- 1990 Homeland
- 1993 Soul of the Blues
- 1994 Live at House of Blues
- 1997 Definition of Soul
- 1998 We Need a Miracle
- 1999 Not by Water But Fire This Time
- 2002 Soulman
- 2002 Don’t Give Up on Me
- 2002 The Incredible Solomon Burke at His Best
- 2003 The Apollo Album
- 2010 Nothing’s Impossible